# Ishøj Strand
Ishøj Strand er en bydel i Storkøbenhavn, beliggende i Ishøj Kommune ved Køge Bugt. Kommunen har 23.663 indbyggere  (2024).
Området mellem havet og bebyggelsen er dannet ved hjælp af et større digebyggeri, som på den ene side har en af de bedste sandstrande i Københavnsområdet og på den anden side findes nogle indsøer, der virker som buffere for det vand, som strømmer til via Store- og Lille Vejleå.
Når der er lavvande i Køge Bugt åbnes nogle sluser og vandstanden i indsøerne, kaldet Jægersø og Lille Vejlesø, reguleres derved nedad. Ved højvande lukkes sluserne og oversvømmelser undgås.
Før diget blev bygget skete det ved højvande, at havet nåede helt op til Tranegilde Strandvej.
Området er udelukkende tæt-lav bebyggelse med énfamilies-parcelhuse. Ejendomspriserne er relativt lave i forhold til afstanden til København Centrum samt afstanden til havet og badestrand.
Ud over stranden kan nævnes seværdighederne Arken og Ishøj Havn.
Syd for Ishøj Strand findes strandområdet Hundige Strand.